# 連靜雯
連靜雯（1979年9月21日—），台灣演員，以演出三立台灣台本土劇聞名，而有「戲劇女王」之稱。
華岡藝校戲劇科畢業，曾有藝名任千妤。亦為瑜珈老師，2017年4月開設「哈達瑜珈」，好友林韋君、簡沛恩都曾向她學習過。2017年逐漸淡出演藝圈並經營直銷事業。2020年開設Youtube頻道，以大明星幕後真實記錄為主的《女王小跟班》系列廣受好評，藝人好友苗可麗、簡沛恩、方馨、謝承均都曾參與節目，也陸續開了《斜槓BOSS》、《VLOG》、《姐帶你吃喝玩樂》等不同系列。2021年推出自創麵食品牌「靜享」包含蕎麥乾拌麵、有料雞腿湯麵、有料雞湯、日本A5和牛漢堡排等。與女性網路媒體《柯夢波丹》共同推出《瑜珈之靜》的影音與圖文瑜珈專欄，更推出多款LINE真人貼圖；2022年擔任花蓮沙灘車與天空之鏡的旅遊推廣大使、至善基金會《愛心大掃》形象大使，並身體力行的參與路跑活動，2022年6月份推出「永不放棄」聯名口罩。

## 電視劇
| 年份   | 電視台     | 劇名                 | 飾演         | 備註 |
| 1997年 | 台視       | 四千金               | 羅安佳       |      |
| 1997年 | 華視       | 施公奇案-水中仙      | 喜珠         |      |
| 1997年 | 中視       | 姻緣花               | 慶雯         | 客串 |
| 1998年 | 民視       | 舉頭三尺有神明       | 王秀娟       |      |
| 1998年 | 台視       | 一品夫人芝麻官       | 李昭鳳       |      |
| 1999年 | 台視       | 絕代雙驕             | 海紅珠       |      |
| 1999年 | 大愛       | 牽手                 |              |      |
| 1999年 | 中視       | 達摩                 | 龍女         |      |
| 2000年 | 亞視       | 鐵漢刑警             | 范黛芬       |      |
| 2000年 | 公視       | 小草的成長日記       |              |      |
| 2000年 | 公視       | 公視人生劇展－西蓮   | 李素         |      |
| 2001年 | 華視       | 才子佳人乾隆皇       | 冬兒         |      |
| 2001年 | 公視       | 曾經                 | 千千         |      |
| 2001年 | 台視       | 流氓教授             | 阿英         |      |
| 2002年 | 台視       | 台灣英雄 斧頭將軍    | 水蓮         |      |
| 2002年 |            | 似是故人來           | 巧克麗       |      |
| 2002年 | 中視       | 偶像劇百分百女孩     | 百媚         |      |
| 2002年 | 大愛       | 髓緣                 |              |      |
| 2002年 | 三立台灣台 | 台灣霹靂火           | 高淑華       |      |
| 2003年 | 東森戲劇台 | 萬家燈火             |              |      |
| 2003年 | 三立台灣台 | 天地有情             | 黃天美       |      |
| 2004年 | 三立台灣台 | 台灣龍捲風           | 李芯翎       |      |
| 2005年 | 三立台灣台 | 金色摩天輪           | 林安琪       |      |
| 2006年 | 三立台灣台 | 天下第一味           | 李雅芳       | 主演 |
| 2008年 | 三立台灣台 | 真情滿天下           | 張曉芳       | 主演 |
| 2009年 | 三立台灣台 | 天下父母心           | 蔡有美       | 主演 |
| 2010年 | 三立台灣台 | 家和萬事興           | 李正男陳怡靜 | 主演 |
| 2010年 | 大愛       | 我的尪我的某         | 李花盆       | 主演 |
| 2011年 | 三立台灣台 | 牽手                 | 蔡佩珍       | 主演 |
| 2011年 | 中天       | 戀戀阿里山           | 陳素玉       | 客串 |
| 2012年 | 大愛       | 真心英雄之正義的化身 | 卓秀蘭       |      |
| 2012年 |            | 那金花和她的女婿     | 蘇文慧       |      |
| 2012年 | 三立台灣台 | 天下女人心           | 劉世美       | 主演 |
| 2014年 | 三立台灣台 | 世間情               | 高雲舞       | 客串 |
| 2014年 | 大愛       | 光合一加一           | 伊碧英       | 主演 |
| 2016年 | 中視       | 多桑の純萃年代       | 高敏秀       | 主演 |
| 2016年 | 三立台灣台 | 白鷺鷥的願望         | 陳瓊美       | 主演 |

## 電影
| 年份   | 片名           | 飾演   |
| 2000年 | 《流氓師表》   | Joan   |
| 2001年 | 《百分百愛你》 | 小青   |
| 2001年 | 《龍兒》       |        |
| 2013年 | 《便利人生》   | 徐麗雯 |
| 2016年 | 《大尾鱸鰻2》  | 小辣   |
| 2018年 | 《花開大富貴》 | 王明花 |
| 2021年 | 《一起一起》   | IVY    |

## 音樂錄影帶
- 王識賢 - 《酒醉的恰恰》
- 于台煙 - 《我心裡痛》
- 亂彈 - 《不一樣的朋友》
- 林憶蓮 - 《理由》
- 徐懷鈺 - 《Dub I Dub》
- 鍾漢良 - 《愛你說不出口》

## 音樂作品

### 歌曲
- 《打開阮心窗》

## 主持作品

### 電視節目
| 年份 | 電視台   | 節目名         | 備註                |
|      | 中視     | 《萬秀大勝利》 |                     |
|      | 東森超視 | 《二分之一强》 | 代班主持人 (游戏王) |
|      | 東風衛視 | 《名偵探女王》 |                     |

### 網路節目
| 年份 | 網路平台 | 節目名         | 備註 |
|      | Youtube  | 《女神靚掀貨》 |      |

## 爭議

### 酒醉駕駛
2009年2月15日，連靜雯到桃園參加友人婚禮，並喝了酒，隔天凌晨1時許駕車北上返回住處，在中山高速公路五股路段超速被警察攔下，警察同時做了酒測，發現她的酒精濃度值達0.59毫公克，警員開超速罰單後，又以她涉及公共危險，將她移送板橋地檢署。同年3月7日檢察官認為，她身為公眾人物，2004年已因酒駕被罰，如今再犯，決定將她起訴。庭審後，法院判她罰6萬元。

## 外部連結
- 連靜雯joanne lien的Facebook專頁
- 連靜雯Joanne Lien的Instagram帳戶
- YouTube上的連靜雯Joanne Lien頻道
- 連靜雯在香港影庫上的簡介